# Limnephilus marmoratus
Limnephilus marmoratus là một loài Trichoptera trong họ Limnephilidae. Chúng phân bố ở miền Cổ bắc.